# Krali Bimbalow
Krali Petiew Bimbalow (* 1. November 1934 in Fakiya; † 1988) war ein bulgarischer Ringer. Er war bei den Olympischen Spielen 1960 in Rom im griechisch-römischen Stil Gewinner der Silbermedaille im Halbschwergewicht.

## Werdegang
Krali Bimbalow begann mit 18 Jahren mit dem Ringen. Er war dabei einer von den Ringern, die sich in der Aufbauphase des bulgarischen Ringens nach 1945 ausschließlich mit dem griechisch-römischen Stil befasste. Das war eine Besonderheit, denn die meisten bulgarischen Ringer in jenen Jahren rangen im freien Stil, was damit zusammenhing, dass viele aus der türkischen Minderheit in Bulgarien stammten und vom Öl-Ringkampf kamen. Krali Bimbalow war mit einer Größe von nur 1,78 m ein körperlich ungewöhnlich starker, untersetzter Ringer.
Im Jahre 1960 qualifizierte sich Krali Bimbalow in Bulgarien für den Start bei den Olympischen Spielen in Rom. Er startete dort im Halbschwergewicht. Er kam dabei zu vier Punktsiegen und rang mit dem Türken Tevfik Kış unentschieden. Auch Kış siegte viermal nach Punkten. Nach Ablauf der 5. Runde hatten somit Kış und Bimbalow jeweils vier Punktsiege und ein Unentschieden und jeweils 6 Fehlpunkte auf ihrem Konto. Zum Olympiasieger wurde aber Tewfik Kis erklärt, während sich Krali Bimbalow mit der Silbermedaille zufriedengeben musste. Aus heutiger Sicht ist dies nicht mehr nachvollziehbar.
Bei der Weltmeisterschaft 1961 in Yokohama konnte Krali Bimbalow nicht an den Start gehen, weil Bulgarien an dieser Weltmeisterschaft wegen der damit verbundenen hohen Kosten nicht teilnahm. Er startete aber bei der Weltmeisterschaft 1962 in Toledo (Ohio). Infolge einer inzwischen vom internationalen Ringerverband (FILA) vorgenommenen Neueinteilung der Gewichtsklassen stand er nunmehr mit 87 kg Körpergewicht im Mittelgewicht. In Toledo siegte er über den US-Amerikaner Russel Camilleri und Gheorghe Popovici aus Rumänien und rang gegen Stig Persson aus Schweden, Anatoli Kirow aus der Sowjetunion und Tevfik Kış unentschieden. Diese Ergebnisse brachten ihn auf den 2. Platz.
Bei der Weltmeisterschaft 1963 in Helsingborg war Krali Bimbalow nicht so erfolgreich. Denn nach zwei gewonnenen Kämpfen verlor er gegen György Gurics aus Ungarn und Nikolai Tschutschalow aus der UdSSR und belegte im Mittelgewicht den 7. Platz.
Zum letzten Mal startete Krali Bimbalow im Jahre 1964 bei einer internationalen Meisterschaft. Das waren die Olympischen Spiele in Tokio. Er kam dabei im Mittelgewicht zu zwei Siegen, erreichte aber gegen Yavuz Selekman aus der Türkei und Géza Hollósi aus Ungarn nur Unentschieden und verlor gegen Lothar Metz aus der gesamtdeutschen Mannschaft und belegte den 6. Platz.
1965 wurde Krali Bimbalow in Bulgarien von Petar Krumow abgelöst. Seine Heimatstadt Burgas verlieh ihm im Jahr 2000 posthum die Ehrenbürgerschaft.

## Internationale Erfolge
(OS = Olympische Spiele, WM = Weltmeisterschaft, GR = griech.-röm. Stil, Mi = Mittelgewicht, ab 1962 bis 87 kg Körpergewicht, Hs = Halbschwergewicht, bis 1961 bis 87 kg, ab 1962 bis 97 kg Körpergewicht)
- 1957, 2. Platz, III. Intern. Sportspiele in Moskau, GR, Hs, hinter Rostom Abaschidse, UdSSR u. vor Gheorghe Popovici, Rumänien;

- 1959, 4. Platz, Turnier in Split, GR, Hs, hinter Gheorghe Popovici, Ernst Ganssert, BRD u. Rukavina, Jugoslawien, vor Bengt Lindblad, Schweden u. Eugen Wiesberger junior, Österreich;

- 1960, Silbermedaille, OS in Rom, GR, Hs, mit Siegen über Wlodzimierz Smolinski, Polen, Maurice Jacquel, Frankreich, Eugen Wiesberger u. Peter Piti, Ungarn u. einem Unentschieden gegen Tevfik Kış, Türkei;

- 1962, 2. Platz, WM in Toledo (Ohio), GR, Mi, mit Siegen über Gheorghe Popovici u. Russell Camilleri, USA u. Unentschieden gegen Stig Persson, Schweden, Anatoli Kirow, UdSSR u. Tevfik Kış;

- 1963, 7. Platz, WM in Helsingborg, GR, Mi, mit Siegen über Vassilious Papoulias, Griechenland u. Ernst Zesiger, Schweiz u. Niederlagen gegen György Gurics, Ungarn u. Nikolai Tschutschalow, UdSSR;

- 1964, 6. Platz, OS in Tokio, GR, Mi, mit Siegen über Lee Ki-Yul, Nordkorea u. Pentti Punkari, Finnland, Unentschieden gegen Yavuz Selekman, Türkei u. Géza Hollósi, Ungarn u. einer Niederlage gegen Lothar Metz, Deutschland